# Mas Terradelles (Sant Jaume de Frontanyà)
El Mas Terradelles és un edifici del municipi de Sant Jaume de Frontanyà (Berguedà) inclosa en l'Inventari del Patrimoni Arquitectònic de Catalunya.

## Descripció
Es tracta d'una construcció civil. Masia de planta basilical, coberta en doble vessant i amb el carener perpendicular a la façana, orientada a migdia. La masia té, al primer pis, una obertura frontal amb balconada de fusta y una obertura superior molt simple a manera de graner. A ponent s'aixecà un cos annexa de reduïdes dimensions, cobert per la continuació del ràfec de la teulada.
Les portes i finestres tenen llindes de pedra a les parts més antigues (segle xviii) i rajol a les més modernes (segle xix). Malgrat la seva cronologia, la masia de Terradelles conserva pocs elements de la primera estructura.

## Història
Les primeres notícies que tenim de la casa de Terradelles són del s. XIII. L'any 1135, el prior de St. Jaume de Frontenyà, Ramon Arnald, amb el consentiment dels seus canonges, vengué per 15 sous de Barcelona, el Mas Terradelles, que havia rebut per donació a l'església. Donà també el molí a Terradelles i ho fa perquè siguin cultivades millor les seves terres. De cens, rebrà anualment: 2 sous, un parell de gallines, dos pans, 1 sester de civada i una mesura d'ordi pel mas; pel molí un mesura de civada.
De la casa de Terradelles fou canonge de St. Jaume, Guillem Terradelles l'any 1335, representant del prior en els nomenaments de rector de l'església de Sta. Cicilia de Riutort. També, Pere Terradelles ostenta, durant la baixa edat mitjana, el càrrec de batlle de Frontenya.
Gaspar Terradelles surt esmentat en el fogatge de 1553.